# Campobasso (stacja kolejowa)
Campobasso (włoski: Stazione di Campobasso) – stacja kolejowa w Campobasso, w regionie Molise, we Włoszech. Znajdują się tu 2 perony. Stacja została otwarta wraz z linią do Benevento 21 września 1883.
Według oceny dokonanej przez RIF, stacja znajduje się w kategorii "srebrnej", która identyfikuje ją jako stacji o średniej frekwencji metropolii-regionalnych i długodystansowych.